# Giuseppe Ferri

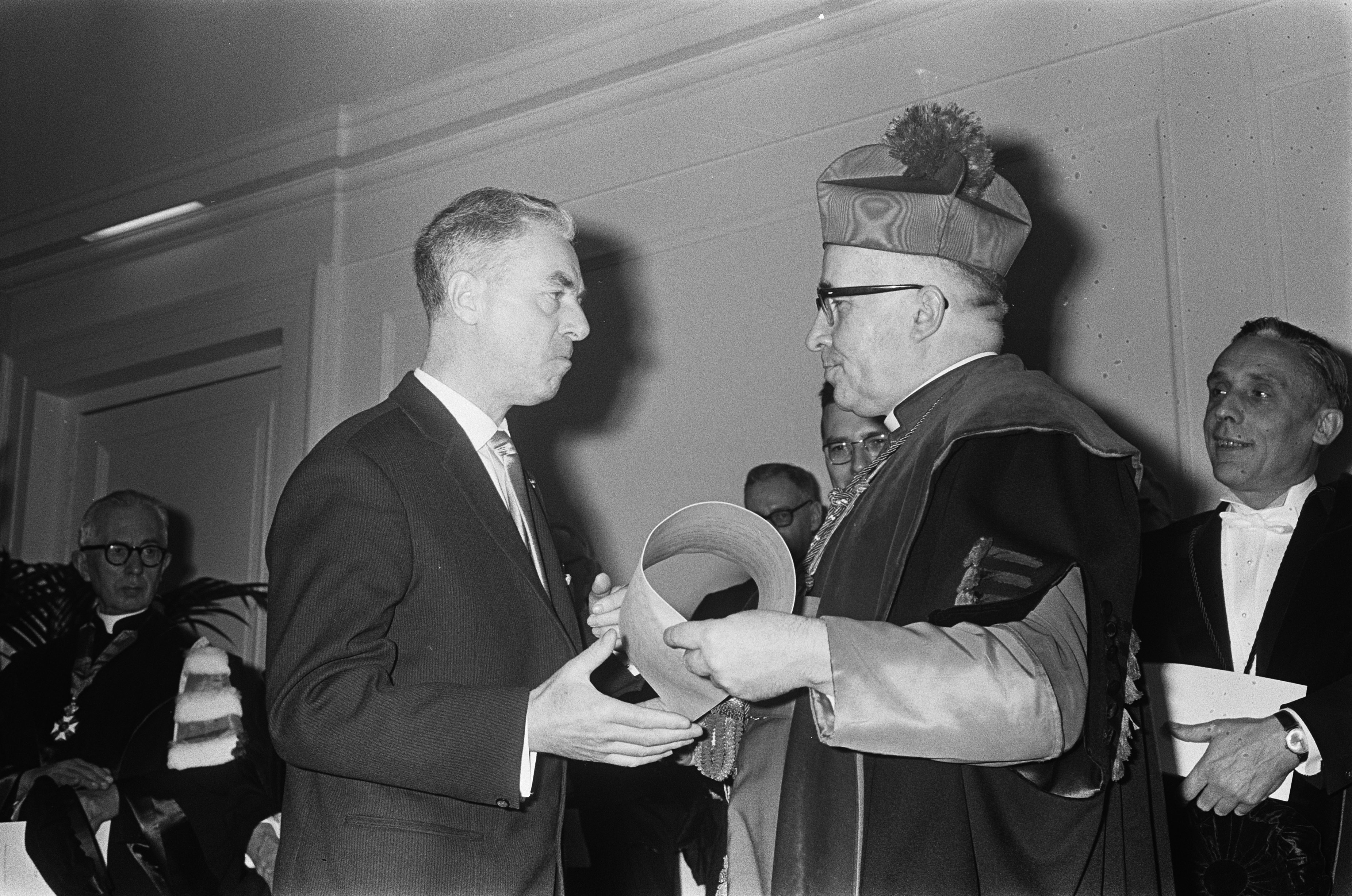
Giuseppe Ferri (1967)

Giuseppe Ferri foi um jurista italiano, autor do famoso Manuale di Diritto Commerciale.